# Samba de Uma Nota Só
Samba de Uma Nota Só / One Note Samba — відома мелодія Ньютона Мендонси та Антоніу Карлуса Жобіна, один з найвідоміших мотивів босанови. 
Початкова музична тема Samba de Uma Nota Só створена Ньютоном Мендонсою ще 1954 року, остаточно завершена у 1959 р. в тандемі з Жобімом. Текст на португальській також створений Ньютоном Мендонсою, англійську версію написав Жобін. Вперше записана Жуаном Жілберту 1960 року для альбому O Amor, o Sorriso e a Flor.
Композція отримала широку відомість завдяки альбому Стена Гетца та Чарлі Берда Jazz Samba, який досяг першого місця на Billboard 200. 
Інший відомий реліз — Сержіо Мендеса — Herb Alpert Presents Sérgio Mendes & Brasil '66 (1966)

## Виконавці
- Антоніу Карлус Жобін - The Composer of Desafinado, Plays (1963)
- Eydie Gormé - Blame It On The Bossa Nova (1963)
- Френк Сінатра та Антоніу Карлус Жобін - Sinatra & Company (1967)
- Елла Фітцджеральд - Ella Abraça Jobim (1981)

Також виконували Гербі Манн, Баден Павелл, Лауріндо Алмейда, Аструд Жілберту, Нара Леан, Барбра Стрейзанд та багато інших. 